# Abus Nutrixxion
Abus Nutrixxion  war ein deutsches Radsportteam im Frauenradsport, das 2011 gegründet wurde und seinen Sitz in Dortmund hatte. Namensgeber waren der Hersteller von Sicherheitstechnik ABUS und Nahrungsmittelhersteller Nutrixxion. Das Team war bei der Union Cycliste Internationale als UCI Women’s Team registriert.
Teammanager war Mark Claußmeyer, Sportlicher Leiter waren Werner Salmen und Viktor Hamann. Das Team setzte hauptsächlich auf vornehmlich deutsche Nachwuchs-Fahrerinnen. Bekannteste Fahrerin ist die Australierin Belinda Goss, die mit Beginn der Saison 2012 zum Team kam.
Betreibergesellschaft war die Firma CCS Germany GmbH, die auch im Männerradsport das Continental Team Nutrixxion Abus managt.
Zur Saison 2013 wurde das Team nicht mehr bei der UCI registriert.

## Team
| Fahrerin                | Geburtstag         | Nationalität |
| ----------------------- | ------------------ | ------------ |
| Yvonne Fiedler          | 15. November 1986  | Deutschland  |
| Daniela Gaß             | 5. November 1980   | Deutschland  |
| Belinda Goss            | 6. Januar 1984     | Australien   |
| Marlen Jöhrend          | 2. Januar 1986     | Deutschland  |
| Lisa Lengauer           | 20. Juli 1991      | Österreich   |
| Emma Mackie             | 9. September 1984  | Australien   |
| Mirjam Muckenhuber      | 14. Oktober 1985   | Österreich   |
| Elisabeth Reiner        | 21. September 1983 | Österreich   |
| Fabienne Schaus         | 1. September 1984  | Luxemburg    |
| Ana Bianca Schnitzmeier | 27. Juli 1990      | Deutschland  |
| Lisa-Maria Wiedemann    | 20. Januar 1992    | Deutschland  |